# Diamanti (Diana Est)
Diamanti è il terzo e ultimo singolo della cantante italiana Diana Est, pubblicato nel 1984.

## Descrizione
Il disco esce dopo la brusca interruzione della collaborazione tra Diana Est ed Enrico Ruggeri, in parte a causa degli impegni solisti del cantante. Diana Est si affida così a Oscar Avogadro, per la musica, e Giampiero Ameli e Matteo Fasolino, per i testi, con un cambiamento radicale di stile e di genere musicale, molto più vicino ai Matia Bazar e a Grace Jones.
Il singolo è però un flop, mentre il 45 giri negli anni acquista valore collezionistico grazie anche alla peculiarità di presentare la "i" in copertina realizzata con un diamante in plastica.

## Tracce
1. Diamanti – 4:03 (testo: Oscar Avogadro – musica: Giampiero Ameli)
2. Pekino – 3:28 (testo: Oscar Avogadro – musica: Giampiero Ameli, Matteo Fasolino)

Durata totale: 7:31

## Edizioni
- 1984 - Diamanti/Pekino (Dischi Ricordi, SRL 11005, 7")